# 蜂須賀まつり
蜂須賀まつり（はちすかまつり）は、徳島県徳島市の徳島中央公園内にある鷲の門広場で毎年4月に開催されている祭典である。

## 概要
阿波おどりの原点に立ち返る祭りを開催するという趣旨で、2017年より徳島中央公園の鷲の門広場で開催がはじまった。蜂須賀まつりの企画は、阿波おどりの名手として知られる四宮生重郎が執り行った。
阿波おどりの起源のひとつである徳島藩主の蜂須賀家にちなんだ祭典で、会場の徳島中央公園にはやぐらが組まれ、阿波おどりをはじめ、人形浄瑠璃などが行われる。

## イベント
- 阿波おどり
- 人形浄瑠璃

ほか